# تشيل أباد (أرزوئية)
تشیل أباد (بالفارسية: چیل‌آباد) هي قرية تقع في إيران في Arzuiyeh Rural District. يقدر عدد سكانها بـ 117 نسمة .